# Печать ФБР

Печать Федерального бюро расследований

Печать Федерального бюро расследований (англ. Seal of the Federal Bureau of Investigation) используется для подтверждения подлинности некоторых документов, выданных в ФБР и для удостоверения личности.

## Описание
Каждый цвет и знак в печати ФБР символизируют ценности и историю ФБР и Соединенных Штатов. Синее поле и золотая шкала представляют правосудие. Круг из 13-ти звёзд символизирует «Тринадцать колоний». Лавровые ветви символизируют академические отличия, различия и славы. В двух отделениях есть 46 листьев, поскольку в США в 1908 году (когда была основана ФБР) было 46 штатов. Красные полосы символизируют мужество, доблесть и прочность, а белые символизируют свет, чистоту и истину. Девиз «Fidelity, Bravery, and Integrity» (рус. Верность, Смелость и Честность) описывает высокие моральные стандарты и высокий уровень мотивации. Скошенный край вокруг печати передает серьёзные проблемы, что с ними ФБР сталкивается каждый день и прочность организации. Его общее значение представляет золотой цвет.